# Province de Ravenne
Pour les articles homonymes, voir Ravenne (homonymie).
La province de Ravenne (en italien : Provincia di Ravenna) est une province italienne dont la capitale est Ravenne, située dans la région d'Émilie-Romagne.

## Géographie
Bordée par le mer Adriatique à l'est, elle est limitrophe des provinces de Ferrare au nord, de Bologne à l'ouest, de Florence, en Toscane, et de Forli-Cesena au sud.

## Histoire
L'empereur Honorius fit de Ravenne la capitale de l'Empire romain d'Occident en s'y réfugiant en l'an 400 alors que Rome était menacée par les Barbares.
Les Ostrogoths firent de Ravenne leur capitale, sous le roi Théodoric. Après la conquête byzantine, la plupart furent massacrés ou déportés à Byzance et seule une minorité demeura dans la région. Ces derniers convertis au catholicisme se mêlèrent aux Romains et disparurent en tant que peuple distinct dès la fin du VIe siècle.

## Géographie
Située le long de la côte Adriatique, elle est faire de territoires hétérogènes composés de zone côtière, zones de plaine et zones montagneuses dans l’arrière pays.
La complexité hydrographie de zone est due au fait que le territoire côtier de la plaine du Pô est le résultat d’assainissements continus au cours des siècles qui, un temps, faisait partie d’une énorme lagune unique avec celles de Grado, Marano sul Panaro, Venise et les proches marais de Comacchio.
Cette particularité caractérise aujourd’hui le paysage et la faune, surtout le long des côtes où, aujourd’hui, subsistent d’importantes zones humides de caractère lagunaire. Depuis l’assainissement du Reno qui alimentait une zone humide plus étendue que l’actuelle et qui fut dévié dans le lit du Pô de Primaro au milieu du XVIIIe siècle par un canal de 30 km nommé cavo Benedettino, permettant du même coup l’assainissement des marais Padusa (Province de Bologne). Aujourd’hui, ne subsistent que quelques zones humides entre l’embouchure du Reno et la ville de Ravenne (hameau de Mandriole), pinèdes de Ravenne et marais d'Ortazzo, le tout faisant partie des plus importantes zones humides d’Italie.
En allant vers l’arrière-pays, le territoire devient de plus en plus « plaine » jusqu’à la zone de basse montagne occupée par les territoires de Faenza et Castel Bolognese, pour arriver aux confins de la Toscane près des localités de Brisighella et Casola Valsenio (communes les plus éloignées de la côte). L'altitude maxi est atteinte par le mont Macchia dei Cani à 968 m dans les Apennins.

## Climat
Le climat de la province est du type continental à l’intérieur des terres, alors que le long des côtes il est de type maritime, mais avec un taux d’humidité relativement élevé.
- L'hiver est généralement froid, avec parfois la présence de brouillard persistant dû au phénomène de couche d’inversion et par les arrivées d’air polaire porté par le vent bora, avec possibilité de phénomènes neigeux.
- Le printemps et l’automne sont particulièrement doux, avec périodes modérément pluvieuses.
- L’été est généralement chaude et étouffante, avec une légère brise le long des côtes.

## Les principaux cours d'eau
- Reno et son affluent Senio
- Lamone
- Fiumi Uniti qui réunit le Montone et le Ronco
- Bevano
- Savio

sans oublier le canal navigable Candiano ou Corsini, creusé artificiellement au XVIIIe siècle, qui relie la cité de Ravenne à la mer et faisant partie intégrante du système portuaire de la ville.

## La côte
La riviera romagnole est rendue fameuse pour son hospitalité et ses importantes infrastructures touristiques. Au niveau industriel, le port de Ravenne constitue un point de référence logistique pour l’échange de marchandises et de matières premières venant de la mer. Hors du secteur portuaire, la côte est formée d’un littoral sablonneux plutôt homogène, séparé de l’entre terre par des belles pinèdes de pins maritimes qui s’étend des Lidi de Comacchio jusqu’aux localités balnéaires de la zone côtière qui sépare la province de Ravenne de celle de Rimini.

## Transports

### Routier
Les principales communications terrestres qui desservent la province sont constituées par :
- l’embranchement (Imola-sud) qui s’étend de l’autoroute A14 entre Imola et Faenza sur un tracé d’environ 26 km passant par les localités de Lugo, Cotignola et Bagnacavallo ;
- depuis la route nationale SS9 Via Emilia, un premier embranchement à Faenza qui dessert la SS302 passant par Russi. Un second embranchement à Forlì qui dessert la SS67 (« Ravegnana »), également raccordée à la A14 ;
- la SS16 « Adriatica » qui de Ferrare s’étend en direction de la côte, traversant les localités de Voltana, Lavezzola, Alfonsine, Mezzano, Ravenne, et vers les principales localités balnéaires au sud de Ravenne : les hameaux de Savio, Lido di Classe, Lido di Savio, Cervia et ses hameaux de Milano Marittima, Pinarella, Tagliata, jusqu’aux confins de Cesenatico ;
- la SS309 « Romea » qui relie Ravenne aux lido Marina Romea et Casal Borsetti, puis la zone de Mandriole jusqu’à la province de Ferrare près du Lido di Spina et les Valli di Comacchio, jusqu’à son terme à Venise ;
- la SS253 « San Vitale » qui relie Ravenne à Bologne passant par les localités de Russi, Bagnacavallo, Lugo et Massa Lombarda ;
- la SS610 « del Selice » qui relie Imola à Conselice traversant Massa Lombarda.

### Ferroviaire
Les lignes principales intéressant la province sont :
- Le tronçon Bologne-Ancône avec l’embranchement de Castel Bolognese et Faenza, le tronçon nord mène à Ravenne et le tronçon sud mène à Florence
- La Ferrare-Rimini, en direction sud, qui intéresse directement Ravenne ainsi que toutes les localités balnéaires et touristiques de Cervia, Cesenatico, Rimini, etc.
  - Le tronçon en direction du nord dessert toutes les localités de Voltana, Lavezzola, Alfonsine et Mezzano.

Au niveau du commerce portuaire, une ligne intérieure relie par la voie principale la plate-forme logistique du port de Ravenne à Bologne ;

### Naval
La récente mise en service de la ligne rapide qui relie Ravenne à la Croatie, avec la possibilité de traverser l’Adriatique en deux heures en hydroptère, avec liaison garantie pour Venise, Rovinj, Losinj et Pula.

### Aérien
À ce niveau, la province est mal desservie, les principaux aéroports sont Lugo et Ravenne, desservis par des petits appareils à usage unique des aéroclubs locaux et vols privés ou touristiques. Les liaisons plus proches sont celles de Forlì et Rimini, principales communications nationales et internationales de la zone.
Le territoire de Ravenne accueille l’aéroport militaire (OTAN) en localité de Pisignano (Cervia), qui est en phase de démantèlement pour faire place à un héliport militaire.

## Exploitation du territoire

### Nature
Le territoire est exploité prioritairement pour un usage agricole et forestier, avec les zones protégées du parc régional du delta du Pô comme les oasis, les zones humides, les pinèdes, les salines antiques de Cervia.

### Agriculture
La campagne relève principalement de la culture fruitière dans les zones de plaine voisines de Ravenne, alors que les zones intérieures vers Faenza et Lugo sont vinicoles (Sangiovese, Burson, Sauvignon rouge).
Pour les fruits, relevons principalement les pêches, pommes, poires, melons, abricots, fraises, melons, pastèques, etc.

### Industrie
Zone industrielle du port de Ravenne avec des industries chimiques, métallurgiques et chantiers navals.
L’extraction du gaz méthane fait de Ravenne un centre stratégique italien, doublé par les plates-formes d’extraction et terminaux pétroliers en pleine mer.
L’industrie de la céramique près de Faenza, issue d’une tradition antique qui va du petit artisanat à la grande industrie, qui produisent des céramiques et porcelaines de renommée mondiale.
Toujours près de Faenza, le pôle de haute technologie comme l’écurie de F1 la scuderia Minardi, spécialisée dans la technologie de la fibre de carbone.

## Culture et musée

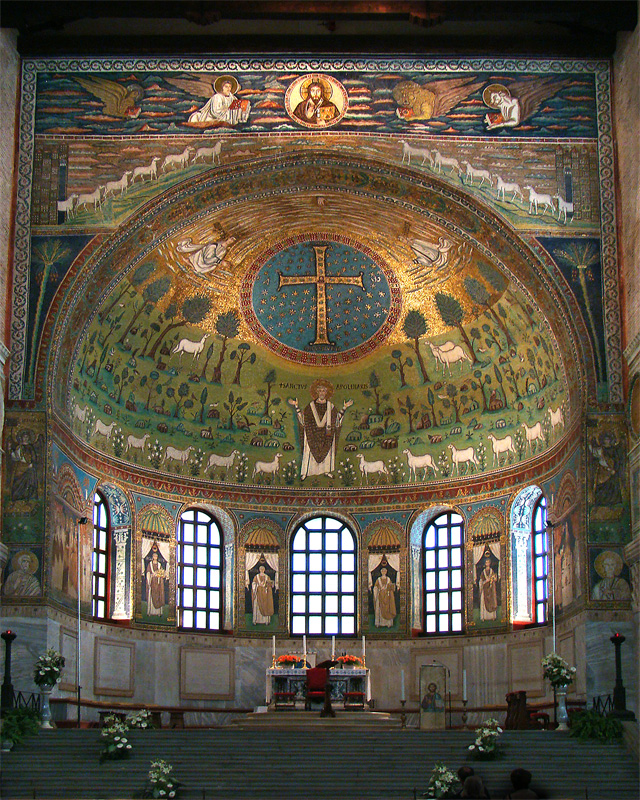
L'abside de la Basilique Sant'Apollinare in Classe

- À Ravenne, l'aspect le plus intéressant de la culture locale, est certainement représenté par la ville entière où l’on peut admirer, outre, de somptueuses mosaïques byzantines, mais aussi des monuments relevant de l’architecture paléochrétienne et des restes de l’époque romaine (plus de vingt sites, monuments et musées historiques dans la ville même).
- À Faenza, le musée de la céramique et les édifices néoclassiques (la Villa Rotonda dei Laderchi), sur la route de Brisighella.
- Le bourg médiéval de Brisighella.

## Tourisme et structures d’accueil
La grande majorité des structures touristiques sont concentrées sur la bande côtière, la riviera romagnole, qui par tradition, depuis l’époque fasciste, a accueilli une multitude de colonies pour la jeunesse des villes. Des établissements balnéaires de moyen et grand standing : Milano Marittima, près de Cervia, et Marina di Ravenna, dotés de transports nocturnes, discothèques et pubs.
Depuis 1992, le parc de divertissement de Mirabilandia dont l’attraction s’étend non seulement à l’Italie mais aussi à l’Europe.

## Gastronomie et tourisme
Le tourisme éno-gastronomique est intéressé par une grande quantité d’agrotourismes concentrés à l’intérieur du pays, mais fortement influencé par les produits de la mer.
La gastronomie locale est identique à celle de la Romagne, relevant d’une antique tradition du milieu marin et agricole (comme la piadina romagnola) et qui persiste et progresse auprès des locaux comme auprès des touristes. Sans oublier la charcuterie locale : salami, jambon cru, mortadelle, fromage, etc.

### Entrée
- Cappelletti romagnoli, sorte de ravioli de pâte rempli d’un mélange de fromage ricotta, parmesan, œuf, noix muscade.
- Lasagne au four, diffus aussi dans les Marches et le reste de l'Émilie-Romagne, une alternance de pâte aux œufs et de ragoût de viande de bœuf et porc, le tout saupoudré de parmesan.

### Plat principal
La grillage mixte de viandes (grigliata di carne mista) : mouton, porc, bœuf, veau.

### Vins
Les vins typiques de la Romagne :
- Le trebbiano
- L'albana
- Le sangiovese
- La Cagnina
- Le Bursòn
- Le sauvignon rouge
- Le pagadebit

## Communes
Les 18 communes de la province :
- Alfonsine, 12 358 hab.
- Bagnacavallo, 16 459 hab.
- Bagnara di Romagna
- Brisighella
- Casola Valsenio
- Castel Bolognese
- Cervia, 28 252 hab.
- Conselice
- Cotignola
- Faenza, 56 131 hab.
- Fusignano
- Lugo, 32 440 hab.
- Massa Lombarda
- Ravenne, 155 997 hab.
- Riolo Terme
- Russi
- Sant'Agata sul Santerno
- Solarolo

## Population

### Ethnies et minorités étrangères
Selon les données de l’Institut national de statistique (ISTAT) au 1er janvier 2011 la population étrangère résidente était de 43 611 personnes soit 11,1 % de la population totale.
Les nationalités majoritairement représentatives étaient :
| Pos. | Pays      | Population |
| ---- | --------- | ---------- |
| 1    | Roumanie  | 9.733      |
| 2    | Albanie   | 7.093      |
| 3    | Maroc     | 5.403      |
| 4    | Sénégal   | 2.586      |
| 5    | Pologne   | 2.047      |
| 6    | Moldavie  | 1.981      |
| 7    | Ukraine   | 1.861      |
| 8    | Macédoine | 1.764      |
| 9    | Tunisie   | 1.419      |

### Crédits de traduction
- (it) Cet article est partiellement ou en totalité issu de l’article de Wikipédia en italien intitulé « Provincia di Ravenna » (voir la liste des auteurs).